# Makoni (Distrikt)
Makoni ist ein Distrikt in der Provinz Manicaland im Osten von Simbabwe. Er hat eine Fläche von 7834 km² und nach dem Zensus 2022 leben im Distrikt 288.441 Einwohner.

## Geografie
Im Osten grenzt er an die Distrikte Nyanga, Mutasa und Mutare, im Süden an Buhera und im Westen an die Distrikte Hwedza, Marondera, Murewa und Mutoko in der Provinz Mashonaland East. Der Distrikt ist in 39 Wards aufgeteilt.

## Wirtschaft
Der Distrikt ist wie die von Hurungwe und Nyanga von der Landwirtschaft bestimmt. Seine Wirtschaft wird durch kleine und mittelgroße Höfe mit Tabakanbau dominiert. Seit der umstrittenen „beschleunigten Landreform“ in Simbabwe macht er jedoch mehr Schlagzeilen durch den Bedarf an Nahrungsmittelhilfen.

## Verwaltung
Der Distrikt wird vom Makoni Rural District Council mit Sitz in Rusape verwaltet. Das duale Verwaltungssystem zeichnet sich durch die Existenz traditioneller Häuptlingshöfe aus, die noch bei kleinen Streitigkeiten als Gericht dienen, wie zum Beispiel der von Häuptling Tandi als Oberhaupt der Tandi Communal Area.